# Dicentra cucullaria
Dicentra cucullaria là một loài thực vật có hoa trong họ Anh túc. Loài này được (L.) Bernh. mô tả khoa học đầu tiên năm 1833.

## Hình ảnh

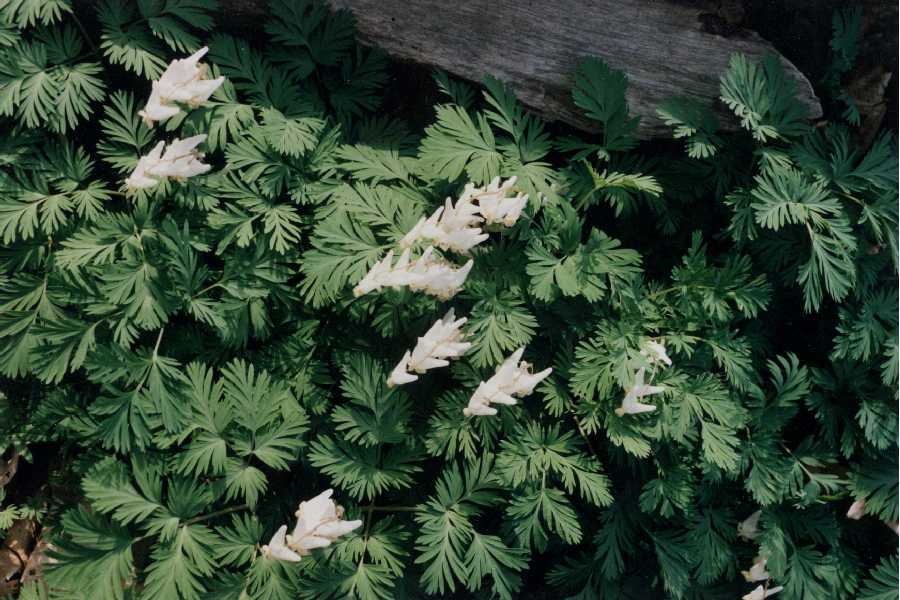
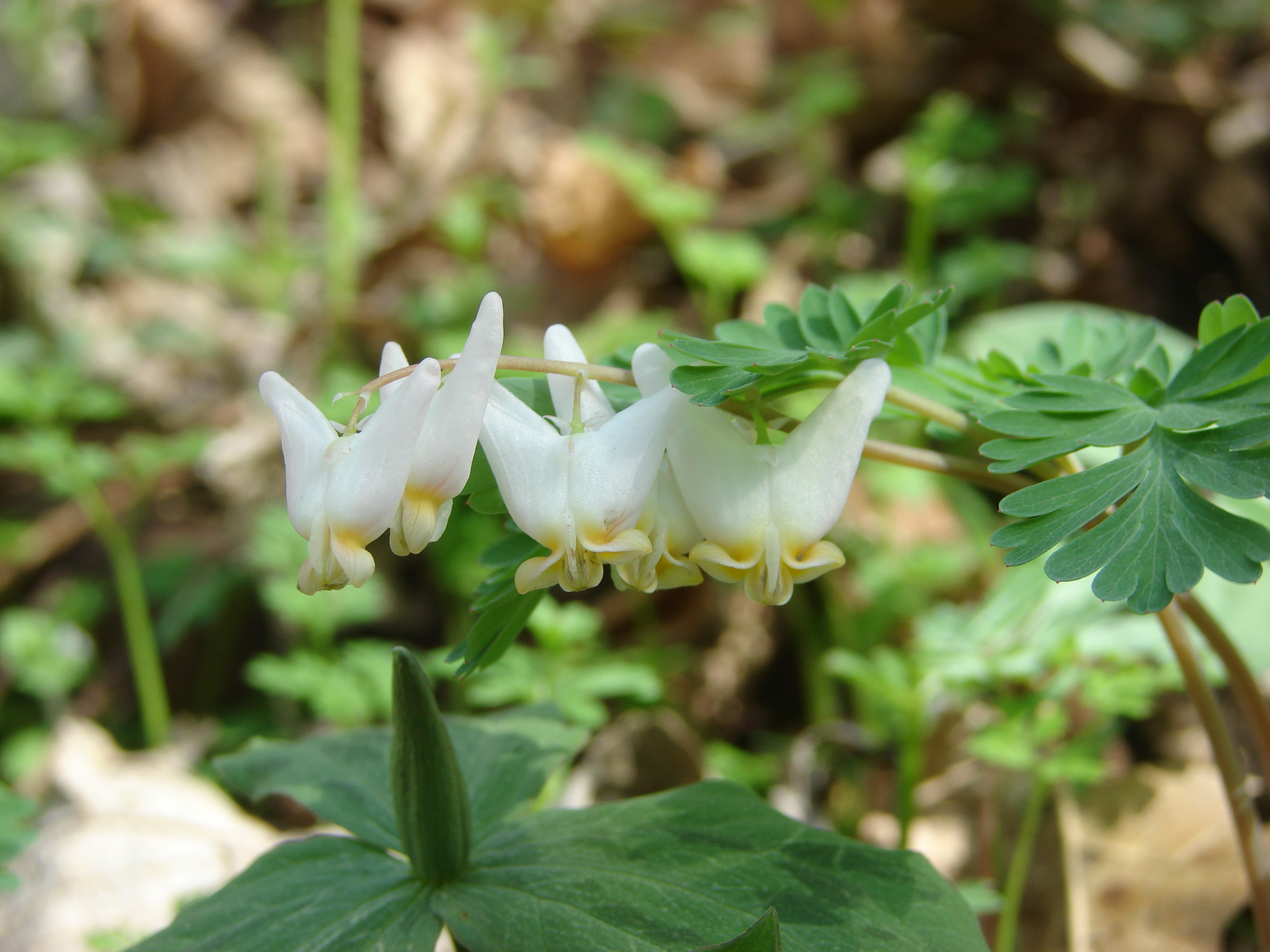
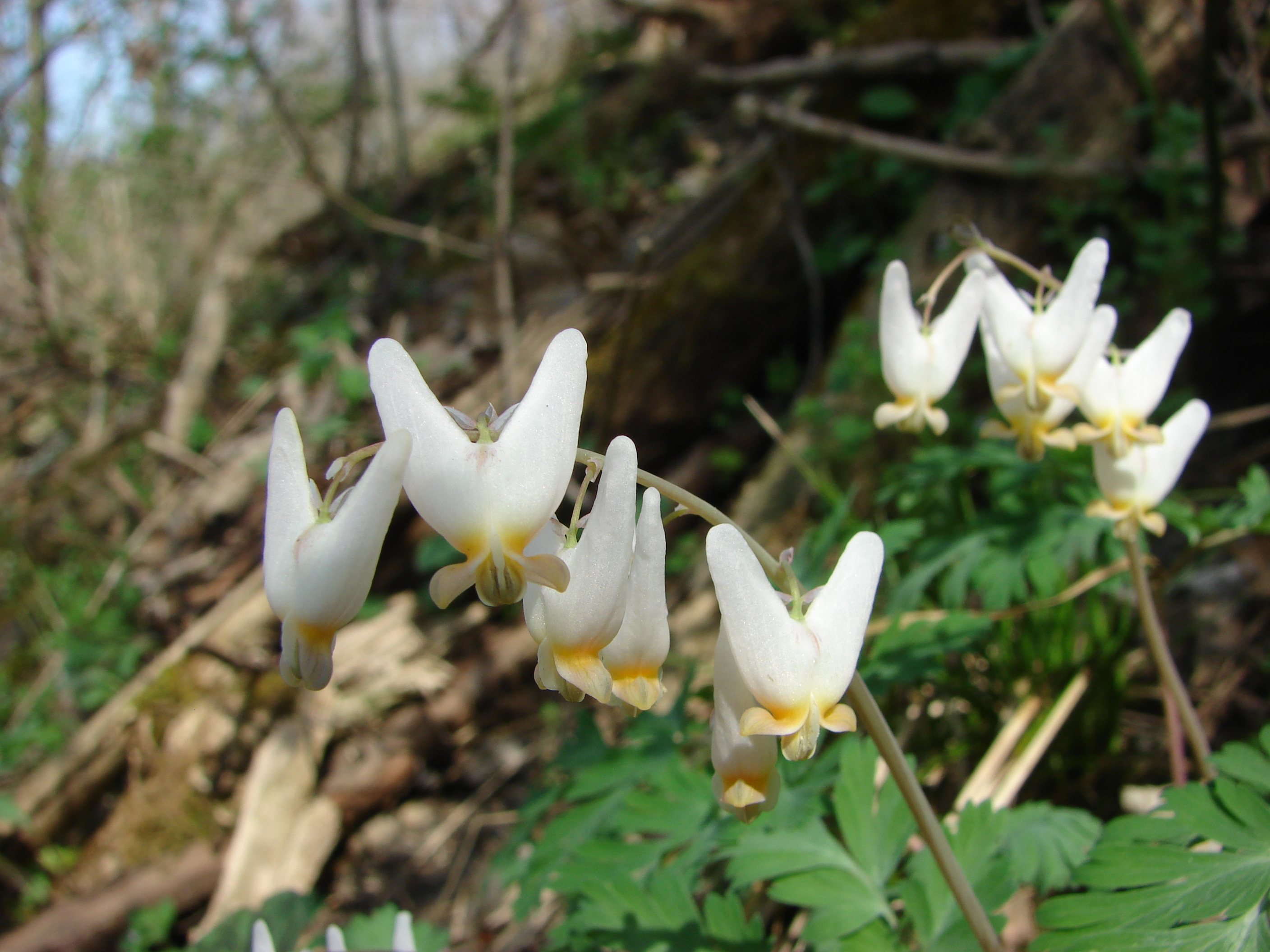
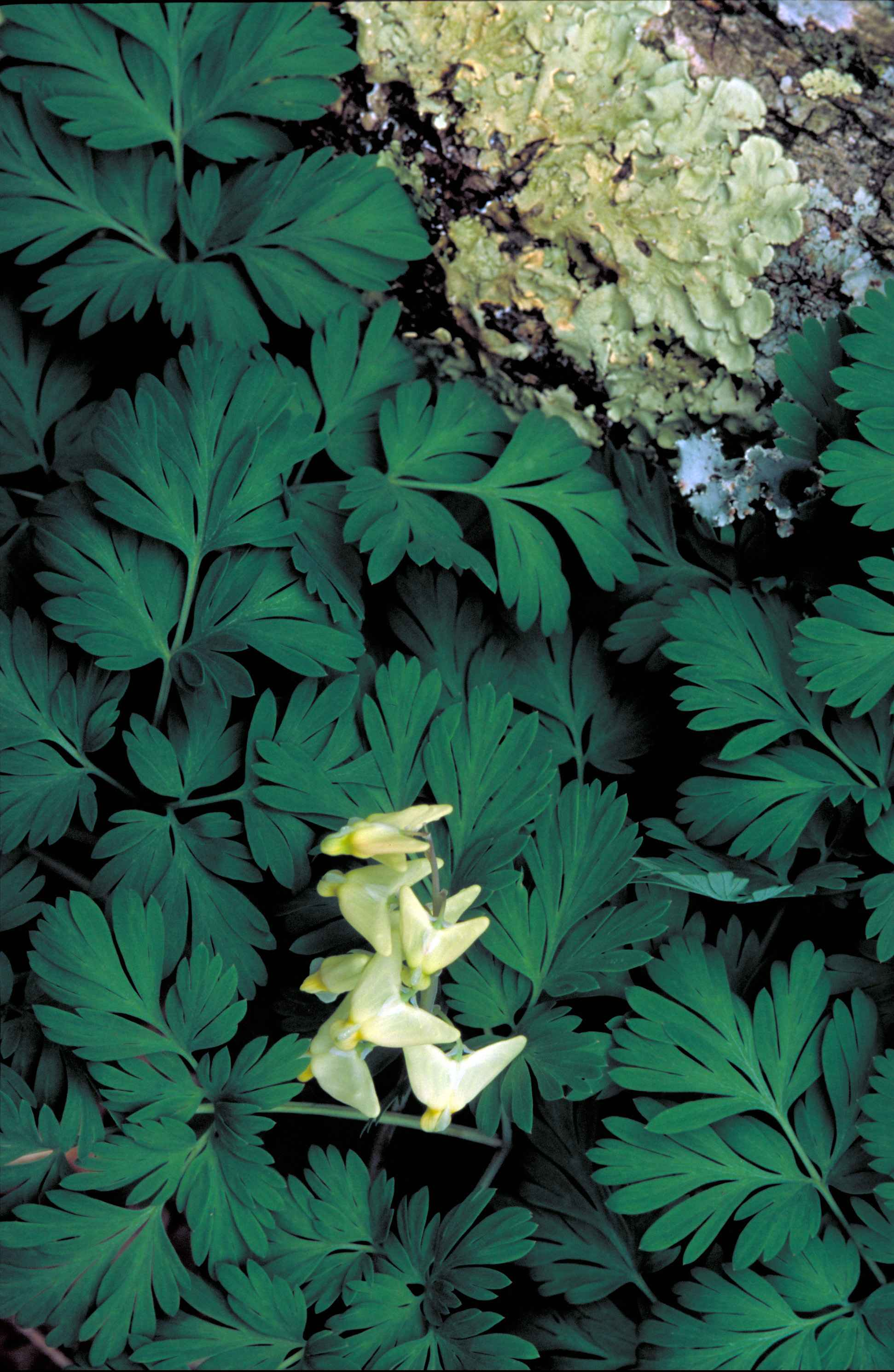